# Wilson Chandler
Wilson Chandler, född 10 maj 1987 i Benton Harbor i Michigan, är en amerikansk professionell basketspelare (small forward), som sedan 2020 spelar för kinesiska Zhejiang Guangsha Lions.
Wilson Chandler spelade collegebasket på DePaul University. Han är 203 cm lång och väger runt 100 kg. Han kan spela som både guard och forward. Chandler har jämförts med Shawn Marion och Scottie Pippen.